# Dragana Đorđević
Dragana Đorđević, cyr. Драгана Ђорђевић (ur. 28 marca 1960 w Ćupriji) – serbska malarka i pisarka ikon.

## Życiorys
Kształciła się pod kierunkiem prawosławnej mniszki greckiej Porfiriji, dzięki której poznała sztukę bizantyjską. Największy wpływ na jej twórczość wywarły dzieła Michaela Astrapasa i Eutychiosa – greckich artystów z początkach XIV wieku. Od roku 1988 zajmuje się pisaniem ikon, stosując technikę z czasów bizantyjskich. Jej dzieła prezentowano na wystawach w Serbii i poza jej granicami. Była jedną z pierwszych autorek ikon, których bohaterem był serbski patriarcha Pavle, zmarły w 2009.
Ikony, których autorką jest Dragana znajdują się głównie w Serbii i Grecji. Jednym z najciekawszych projektów artystki jest cykl czterech ikon znajdujący się w klasztorze Świętych Apostołów w pobliżu Salonik. Jest także autorką czterech ikonostasów (Nea Kallikratia, Veternik, Neos Marmaras).

## Wystawy
- 1987: Vršac, wystawa współczesnych ikon serbskich
- 1993: Belgrad, wystawa współczesnych ikon serbskich
- 1995: Belgrad, wystawa współczesnej serbskiej sztuki prawosławnej
- 2006: Paryż, wystawa ikon w siedzibie UNESCO
- 2006: Mediolan, wystawa ikon
- 2006, Luksemburg
- 2010: Stara Pazova, wystawa ikon Wojwodiny